# Johann von Spreckelsen (Oberalter)
Johann von Spreckelsen (* um 1520 in Hamburg; † 1560 ebenda) war ein Hamburger Oberalter.

## Herkunft und Familie
Spreckelsen war ein Sohn des Hamburger Bürgermeisters Peter von Spreckelsen († 1553) aus dessen erster Ehe mit Gesche Berendes († 1522). Der Hamburger Bürgermeister Johann von Spreckelsen († 1517) war sein Großvater.
Er war verheiratet mit Lucia Barschampe, Tochter von Vincent Barschampe. Aus dieser Ehe entsprossen eine Tochter Gesche, die Hinrich Tamme heiratete, und fünf Söhne: Peter war mit Gertrud Röver, Tochter von Peter Röver verheiratet, Johann heiratete Elisabeth Moller, Tochter des Senatssyndicus Wilhelm Moller (vom Bock) (1558–1601) und Vincent († 1609) wurde Oberalter im Kirchspiel Sankt Nikolai. Die beiden weiteren Söhne Caspar und Hermann scheinen unverheiratet gestorben zu sein.

## Leben und Wirken
Spreckelsen wurde im Jahr 1550 Jurat im Kirchspiel Sankt Nikolai und im Jahr 1559, als Nachfolger des zum Senator gewählten Caspar von der Fechte († 1568), zum Oberalten im Kirchspiel Sankt Nikolai gewählt. Er starb aber bereits im folgenden Jahr. Sein Nachfolger wurde Johann Hartig († 1571).